# Les Préludes (Liszt)
Les Préludes S.97 é um poema sinfónico composto por Franz Liszt em 1848. É o número 3 do seu ciclo de treze Poemas sinfónicos escritos durante o período em que esteve em Weimar. A obra foi dirigida pelo próprio Liszt no dia da sua estreia, em 23 de fevereiro de 1854 num concerto no «Hoftheater» de Weimar. A partitura foi publicada em abril de 1856 e as partes orquestrais em janeiro de 1865 pela editora Breitkopf & Härtel de Leipzig. Les Préludes é o mais popular dos Poemas sinfónicos de Liszt. Durante a Segunda Guerra Mundial, os alemães usaram um motivo de fanfarra da marcha final para anunciar a sua vitória nas mensagens que emitiam.
Tal como nos poemas sinfónicos anteriores, há um motivo gerador - que neste caso é uma célula de três notas - que se ouve desde o início. A peça começa com uma lenta e misteriosa sonoridade das cordas que tocam piano em uníssono. Segue-se um Andante maestoso com compasso 12/8 e no qual se investe com toda a potência sonora o tema principal, com trombones, fagotes e as cordas graves em dó maior.
Seguem-se os «prelúdios» propriamente ditos - climas sonoros contrastados que retratam a felicidade e a serenidade, com uma dança campestre acompanhada. Os instrumentos de sopro retomam o tema principal que leva a um Andante marziale ritmado pela percussão. que ilustra os combates da vida. A peça conclui com um tutti em dó maior exaltando as forças da vida.